# 本間俊太郎
本間 俊太郎（ほんま しゅんたろう、1940年（昭和15年）2月26日 - ）は、日本の政治家、俳人。元宮城県中新田町長、元宮城県知事。

## 生い立ち
政治家である本間俊一の長男として、宮城県中新田町（現在の加美町）に生まれ、中新田小学校、中新田中学校に学んだ。1954年（昭和29年）、東京都に移り、千代田区立一橋中学校(現在の千代田区立神田一橋中学校)、東京都立九段高等学校を経て、中央大学法学部を卒業。中央大学ペンクラブの友人に平井和正がいる。大学在学中に父が急死し、俊太郎ら兄弟の学業は、母・さよが本間薬局を開業したことに助けられた。
大学卒業後の1962年（昭和37年）4月、読売新聞社に入社、同社東北総局（仙台市）を経て、1965年（昭和40年）からは本社編集局（東京）記者として勤務した。

## 政治経歴
1974年（昭和49年）10月、中新田町長選挙に立候補して当選、以降4期に渡って同町長を務めた。中新田町長時代の代表的な業績としては、1981年（昭和56年）の中新田バッハホール（正式名称は中新田町民文化会館、現在は加美町中新田文化会館）建設があげられる。「音響効果日本一」のバッハホールを建設したこの事業は、町おこしの成功例として高く評価され、アイディア町長として知られるようになった。
1988年（昭和63年）12月に中新田町長を辞職、当時の宮城県知事・山本壮一郎の引退に伴う同県知事選挙に日本社会党などの推薦で立候補し、1989年（平成元年）3月に当選した。立候補に際しては、元社会党衆議院議員・西宮弘のもとを訪れ、教会での極秘会談を持った。当選後は、一転して社会党と距離を置き、自民党会派と急接近した。二期目の選挙では自民党にのみ支持を要請したが、社会党も一方的に支持を表明、本間陣営もそれを容認した。
知事就任中の実績には、慶長遣欧使節の帆船・サン・ファン・バウティスタ号の復元（石巻市）、仙台空港と仙台港の国際化の推進、県立大学（宮城大学）と宮城県立がんセンターの設立、宮城県立図書館、東北歴史博物館の建設、松島湾の浄化や貞山運河の復活、七ツ森の自然公園化、宮城県古川農業試験場の移転整備、古川市立病院（現大崎市民病院）への救命救急センターの設置などがある。
一方、大規模公共工事を行う「箱物行政」の推進に伴って建設業者との癒着がおこり、自身の決定を「天の声」として、談合に深く係わるようになっていたことが発覚した。これは、1993年（平成5年）6月29日の仙台市長（当時）・石井亨の逮捕に始まるゼネコン汚職事件に発展、同年10月4日、本間も清水建設幹部とともに贈収賄の容疑で東京地検特捜部に逮捕され、同年3月に再選されていた知事職を2期目の途中で辞任した。
1997年（平成9年）3月21日、東京地方裁判所で懲役2年6か月・追徴金1億2千万円の実刑判決を受け、静岡刑務所に収監された。

## 後年の活動
服役後にはしばらく政治から離れていたが、2001年（平成13年）10月、元衆議院議長・伊藤宗一郎の死去に伴う衆議院補欠選挙（宮城4区）に無所属で立候補した。結果は、伊藤の長男・伊藤信太郎の次点となる落選であったものの、4万8871票を獲得した。2003年（平成15年）の第43回衆議院議員総選挙にも再度無所属で立候補、再び次点となり落選したが、6万1200票を獲得した。
2006年（平成18年）、後援者に推されるかたちで大崎市長選挙に立候補した。宮城県議会議長を務めた伊藤康志と事実上の一騎討ちとなり、3万7,139票を獲得、伊藤に肉薄したが落選した。
2010年（平成22年）、再び大崎市長選挙に立候補した。現職の伊藤、元岩出山町長の佐藤仁一との三つ巴の選挙戦となったが、次点となり、落選した（得票数は2万5924票）。
その後は政治活動をしておらず、政界引退となった。2014年（平成26年）の大崎市長選挙にも出馬しなかった。伊藤が無投票で市長に3選、佐藤は大崎市議会議員に当選した。

## 著書
- 『行政の文化化』（ぎょうせい・共著）
- 『文化行政とまちづくり』（時事通信社・共著）
- 『レッツラブ運動の展開』（TBSブリタニカ・共著）
- 『句集 「超獄」 俳号・俘夷蘭』（ふらんす堂）
- 『日本人魂のデザイナー親鸞・道元・日蓮』（心泉社）
- 『遮光器土偶』（茶房うちみ）
- 『人狼地獄』平井和正著（角川春樹事務所・解説）